# Ypsilospora tucumanensis
Ypsilospora tucumanensis är en svampart som beskrevs av J.R. Hern. & J.F. Hennen 2003. Ypsilospora tucumanensis ingår i släktet Ypsilospora och familjen Raveneliaceae.   Inga underarter finns listade i Catalogue of Life.